# Felipe Anderson
Felipe Anderson (* 15. April 1993 in Brasília; mit vollem Namen Felipe Anderson Pereira Gomes) ist ein brasilianischer Fußballspieler. Der offensive Mittelfeldspieler steht aktuell bei Palmeiras São Paulo unter Vertrag.

## Karriere

### Vereine
Felipe Anderson spielte in der Jugend des FC Santos und rückte dort 2010 in den Kader der ersten Mannschaft auf. Am 7. Oktober 2010 kam er beim 3:0-Sieg gegen den Fluminense FC erstmals in der Série A zum Einsatz. Sein erstes Tor erzielte er am 7. September 2011 gegen den Avaí FC zum 2:1-Endstand in der 77. Minute. Mit dem Verein gewann er 2011 und 2012 die Staatsmeisterschaft von São Paulo sowie 2011 die Copa Libertadores und 2012 die Recopa Sudamericana.
Zur Saison 2013/14 wechselte Felipe Anderson zu Lazio Rom in die italienische Serie A. Mit dem Verein spielte er in der Europa League. Am 6. Oktober 2013 kam er beim 0:0 gegen die AC Florenz zu seinem Ligadebüt. Beim 2:1-Sieg gegen den FC Parma am 7. Dezember 2014 gelang ihm in der 59. Minute sein erstes Tor für die Römer. Zwei Wochen später erzielte er beim 2:2 bei Inter Mailand beide Treffer.
Zur Spielzeit 2018/19 wechselte Anderson zu West Ham United in die Premier League. Dort konnte sich Anderson in der Saison 2018/19 sofort als Stammspieler durchsetzen und spielte am 1. Spieltag bei der 4:0-Niederlage gegen den FC Liverpool direkt von Beginn an. Sein erstes Ligator für den Londoner Klub erzielte er am 7. Spieltag, beim 3:1-Erfolg gegen Manchester United. Für West Ham lief er außerdem im EFL Cup sowie im FA Cup auf.
Anfang Oktober 2020, kurz vor Ende der Transferperiode in Portugal, wechselte der Brasilianer für die Saison 2020/21 auf Leihbasis zum FC Porto. Zur Spielzeit 2021/22 kehrte er zu Lazio Rom zurück.
Nach Abschluss der Saison 2023/24 wechselte Anderson nach Brasilien zu Palmeiras São Paulo.

### Nationalmannschaft
Felipe Anderson nahm mit der brasilianischen U20-Nationalmannschaft im Januar 2013 an der U20-Südamerikameisterschaft in Argentinien teil, schied mit seiner Mannschaft jedoch bereits in der Vorrunde aus. Am 7. Juni 2015 debütierte er beim 2:0-Sieg im Freundschaftsspiel gegen Mexiko in der A-Nationalmannschaft. Für die Olympischen Spiele 2016 in Rio de Janeiro wurde Anderson in den Kader seines Heimatlandes berufen. Dort kam er in vier Spielen seiner Mannschaft zum Einsatz, mit der er am 20. August 2016 die Goldmedaille gewann.

## Erfolge
FC Santos
- Staatsmeister von São Paulo: 2011, 2012
- Copa-Libertadores-Sieger: 2011
- Recopa-Sudamericana-Sieger: 2012

Lazio Rom
- Italienischer Supercupsieger: 2017

Nationalmannschaft
- Goldmedaille bei den Olympischen Spielen: 2016